# Medetbek Kerimkulov
Medetbek Temirbekovich Kerimkulov (em russo:  Медетбек Темирбекович Керимкулов; nascido em 28 de janeiro de 1949) foi o Primeiro Vice-Primeiro Ministro do Quirguistão entre dezembro de 2005 e junho de 2006, quando se tornou Ministro da Indústria, Comércio e Turismo. Ele renunciou ao cargo em fevereiro de 2007.
Ele foi o primeiro-ministro interino do Quirguistão por vinte dias em 2005. Ele também havia sido prefeito de Bishkek.